# Oxybasis urbica
Oxybasis urbica es una especie de planta herbácea perteneciente a la familia Amaranthaceae. 

## Descripción
Es una planta anual, que alcanza un tamaño de 20-100 cm de altura, no farinosa (pero las hojas jóvenes y raquis de la inflorescencia a veces ligeramente tomentosos). Tallo erecto, ramificado o no ramificado, estriado, grueso ±, acanalado. Pecíolo de 2-4 cm, hoja triangular o romboidal ovado, de 3-8 cm (a veces las inferiores de 15 cm), base ligeramente suculenta, o cuneada en términos generales, el margen irregularmente serrado, ápice agudo o acuminado. Pocos o muchos glomérulos axilares o terminales de flores, panículas erectas, en forma de espiga. Flores bisexuales y femeninas. Utrículo lenticular; pericarpio marrón. Semilla horizontal, oblicuo o vertical, de color marrón rojizo a negro, de 0.5-1 mm de diámetro, oscura o sin hueso. Fl. y fr. julio-octubre.

## Distribución y hábitat
Se encuentra en el desierto de Gobi, desiertos, lugares salino-alcalinos, márgenes de los campos, en Hebei, Heilongjiang, Jiangsu, Jilin, Liaoning, Mongolia Interior, Shaanxi, Shandong, Shanxi, Xinjiang en China, Europa, Norte de África, Centro y Sur de Asia, introducida en América del Norte y otras regiones.

## Taxonomía
La especie fue descrita inicialmente como Chenopodium urbicum por Carlos Linneo y publicada en Species Plantarum 1: 281, en 1753, actualmente, es tanto un sinónimo como el basónimo de esta; y ulteriormente sería transferida al género Oxybasis por Susy Fuentes Bazán, Pertti Johannes Uotila y Thomas Borsch en Willdenowia 42(1): 15, en 2012.

#### Etimología
Véase: Oxybasis
urbicum: epíteto latino que significa "urbana", en referencia a que es frecuente encontrar esta planta creciendo en áreas urbanas.

## Galería

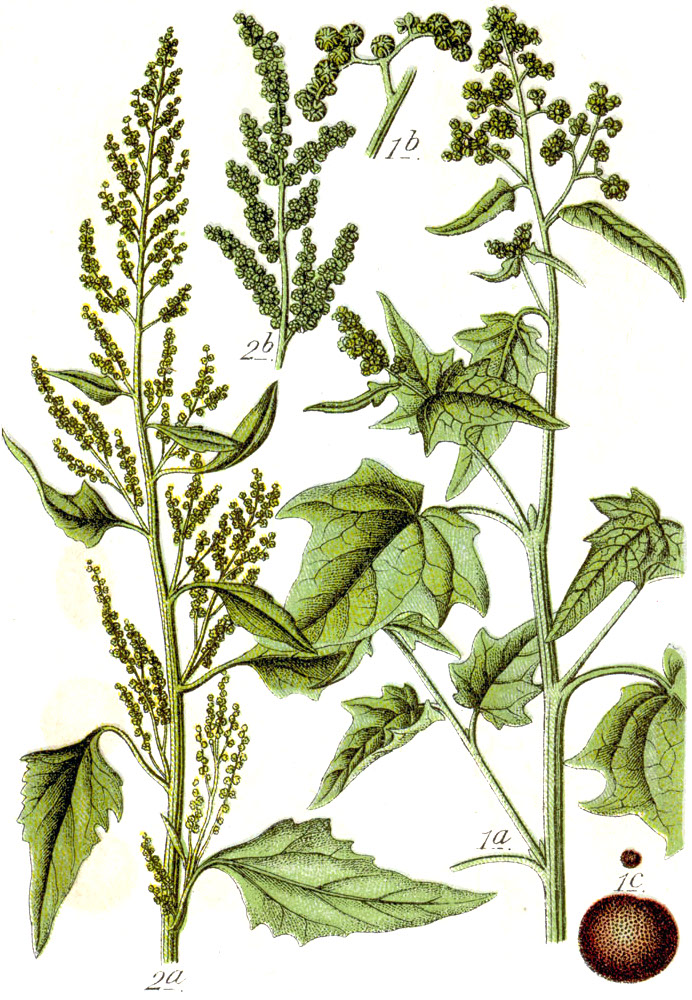
Ilustración de la especie (bajo su basónimo Chenopodium urbicum) en Deutschlands Flora in Abbildungen nach der Natur mit Beschreibungen, Jacob Georg Sturm, Núremberg, 1796.
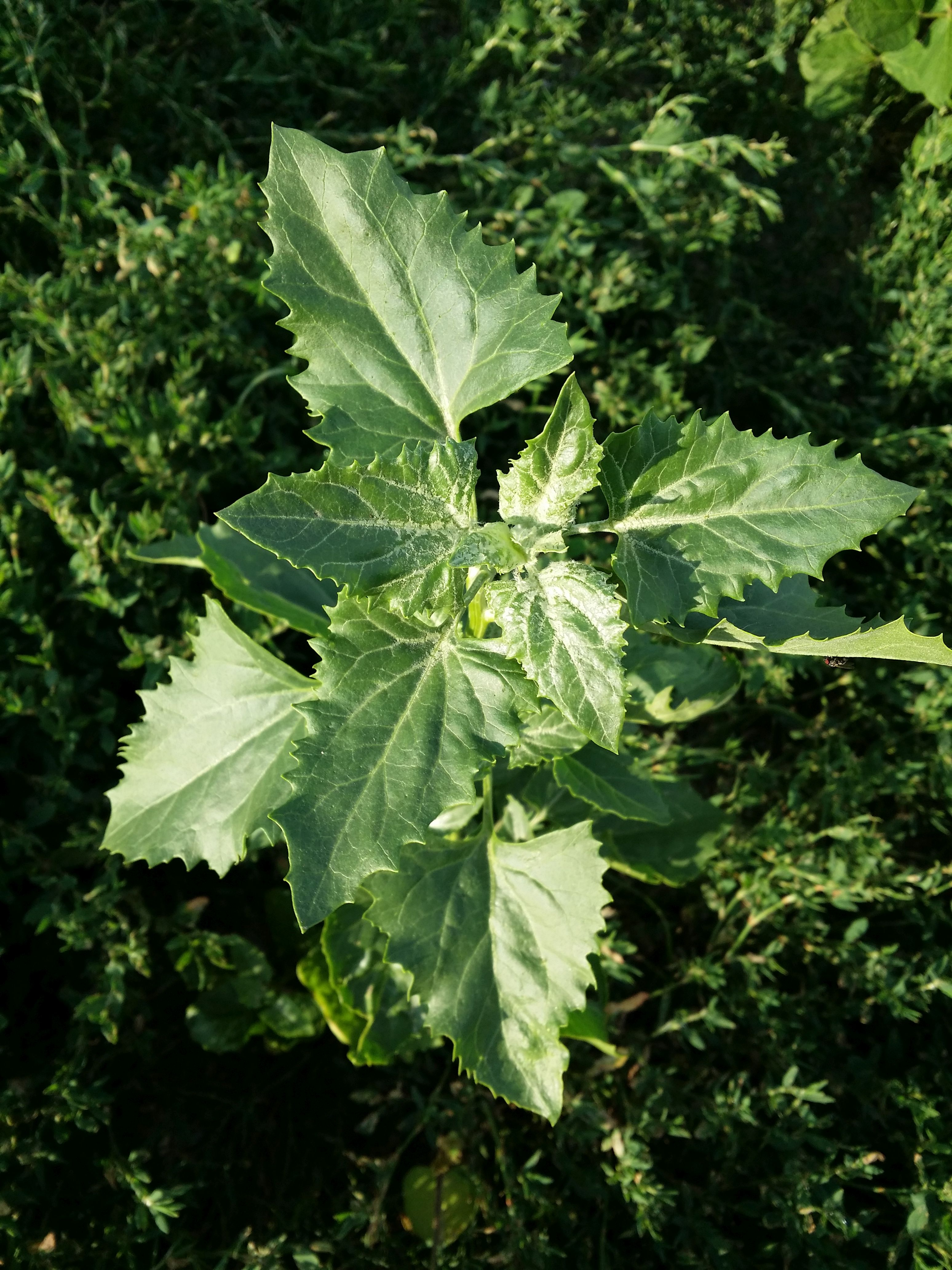
Detalle de las hojas
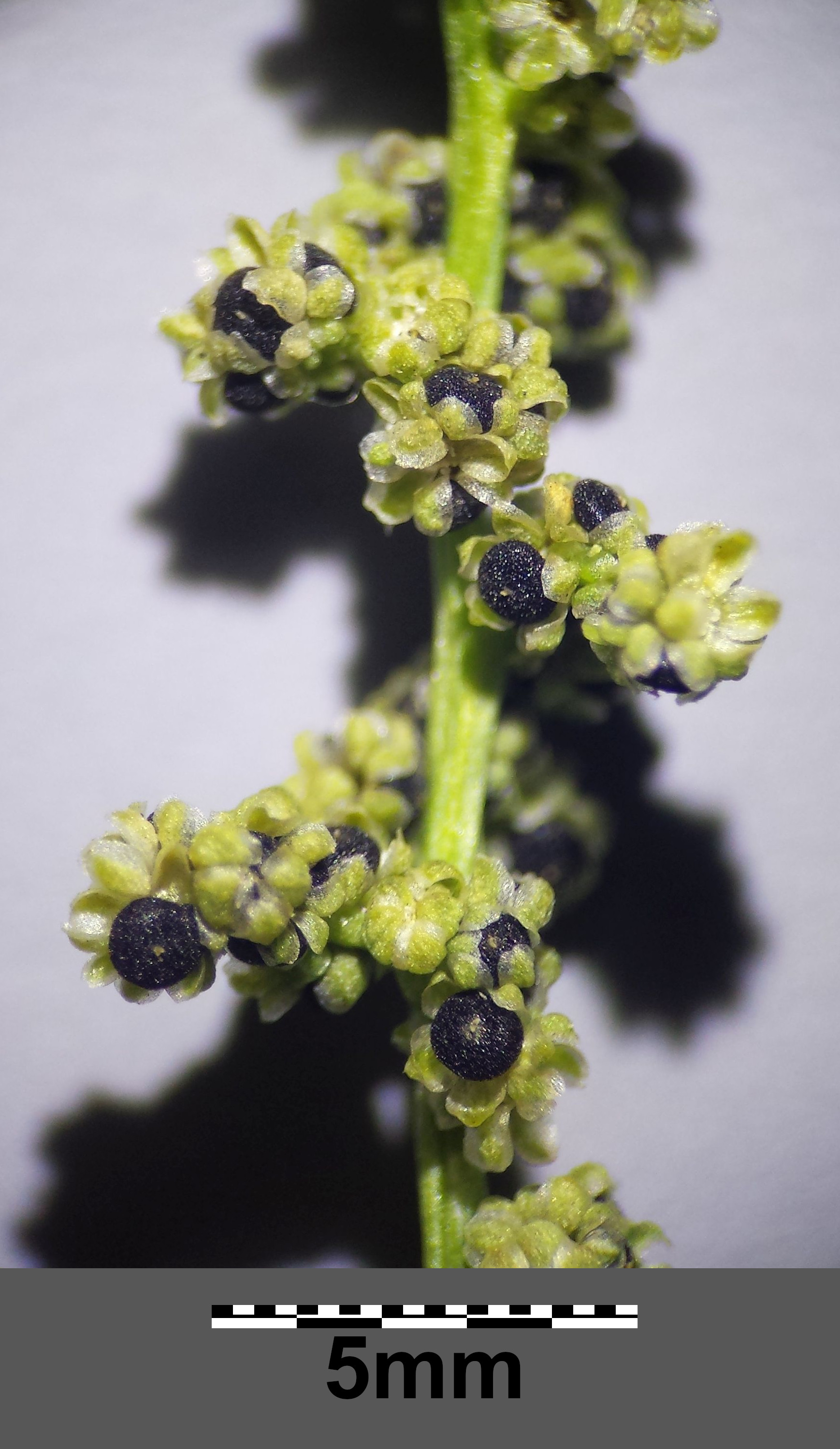
Inflorescencia
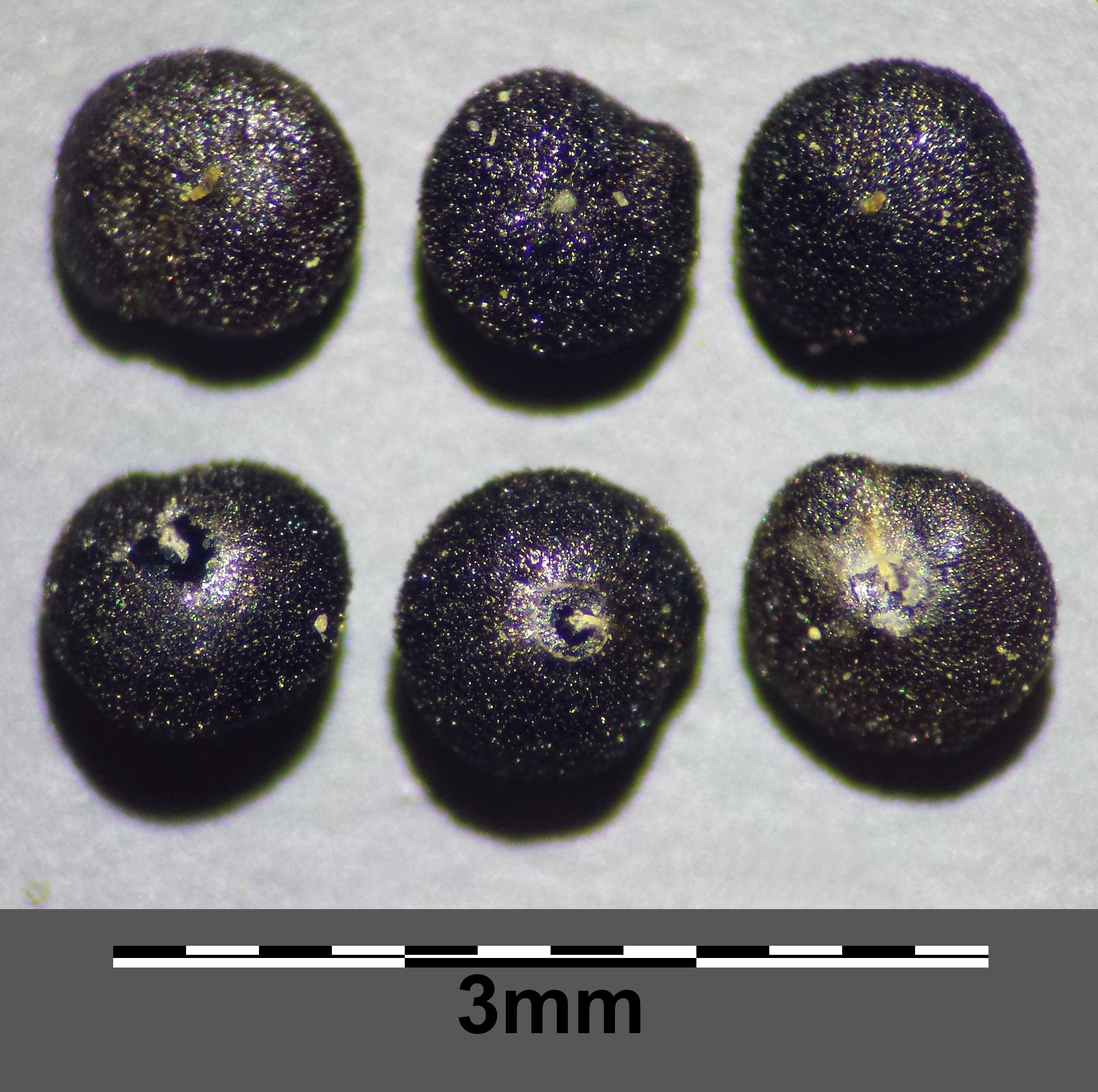
Semillas